# Gustavsvik, Visby

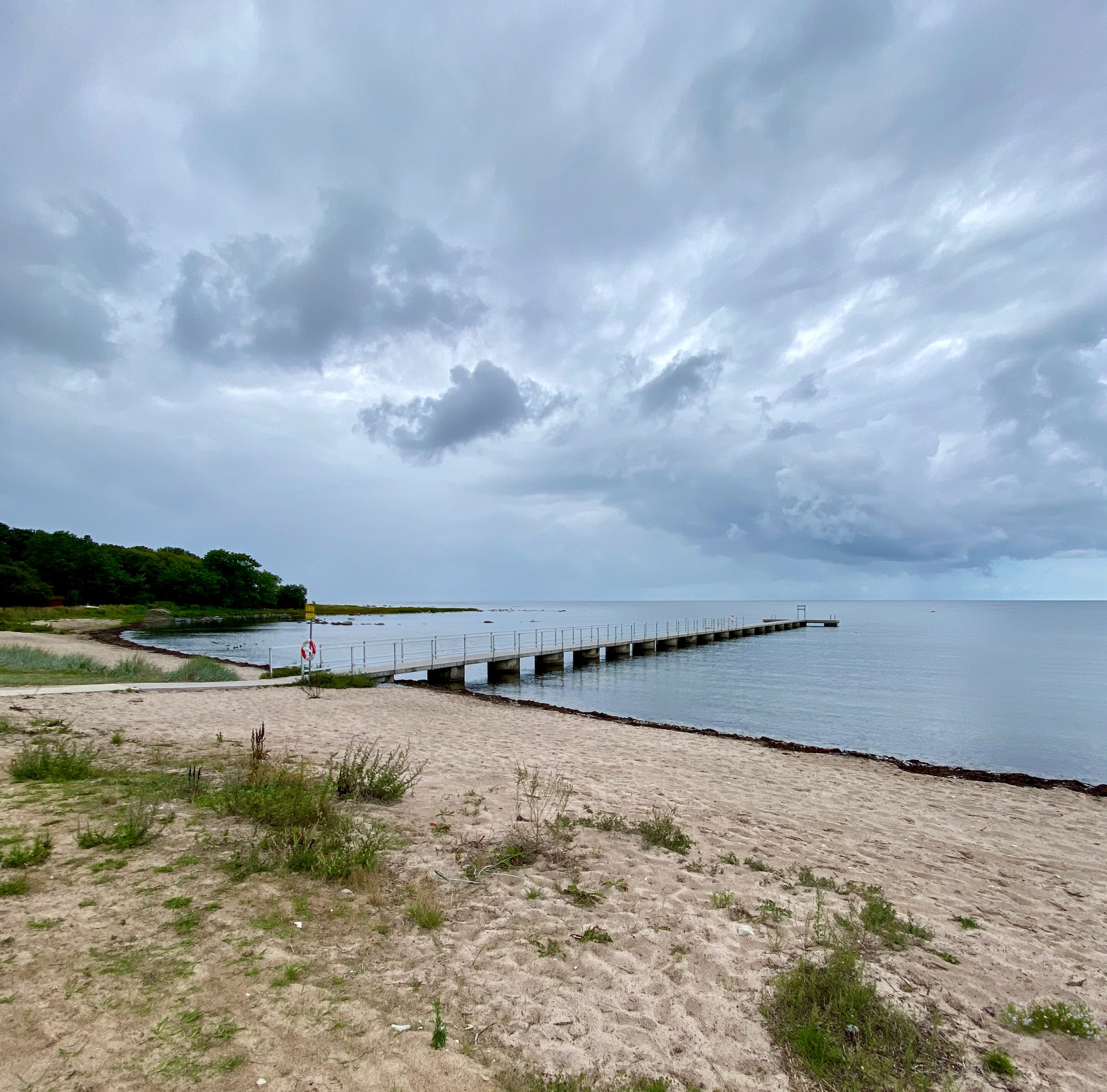
Gustavsviks badbrygga

Gustavsvik är ett område strax norr om Visby, vid en vik med samma namn.

## Namnets ursprung
Namnet Gustavsvik är tämligen nytt. Tidigare kallades det Lilla Snäckgärdshagen. Snäckgärdet är idag viken norr härom, som tidigare kallades Skadrevsviken. Snäck- i namnet syftar troligen på båttypen snäcka och att viken varit uppdragningsplats för båtar. Hagen tillhörde tidigare Sankt Görans hospital, området norr därom tillhörde Stora Hästnäs. 1884 inköpte handlaren Gustaf Theodor Hägg området och anlade där en sommarvilla. Fler villor tillkom efterhand i området. 1899 upptäcktes ett gravfält vid viken i samband med röjningsarbeten. 33 gravar undersöktes av Oscar Wennersten, även om troligen fler kommit att beröras.

## Nutid
Gustavsvik är ett kustnära område norr om Visby som rymmer viss bebyggelse, naturmark och en badplats med brygga.